# August Leskien
August Leskien (né le 8 juillet 1840 à Kiel et mort le 20 septembre 1916 à Leipzig) est un linguiste allemand spécialiste des langues slaves et du lituanien. Il était professeur à l'université de Leipzig.